# Ostatnie wspólne zdjęcie
Ostatnie wspólne zdjęcie – album studyjny polskiego piosenkarza Tomasza Makowieckiego. Wydawnictwo ukazało się 22 października 2007 roku nakładem wytwórni muzycznej Sony BMG Music Entertainment Poland.
Album dotarł do 30. miejsca polskiej listy przebojów – OLiS.

## Lista utworów
Opracowano na podstawie materiału źródłowego.
1. „Ostatnie wspólne zdjęcie” (gościnnie: Ania Dąbrowska) – 4:42
2. „Szum wiatru i stereo” – 3:00
3. „Nie jesteś sam” – 4:24
4. „Czasem” (gościnnie: Anna Dąbrowska) – 4:07
5. „Na moich oczach i z moich oczu” – 3:09
6. „Z tobą byłbym więcej wart” – 4:57
7. „Hotel małych łez” – 6:09
8. „Nie boję się” – 5:46
9. „Głosy przyjaciół” – 2:11
10. „Jak dobrze że jesteś” – 5:49
11. „Bonnie & Clyde” (gościnnie: Anna Dąbrowska) – 4:13

## Twórcy
Opracowano na podstawie materiału źródłowego.
| - Tomasz Makowiecki – gitara akustyczna, wokal prowadzący - Daniel Bloom – produkcja muzyczna, gitara, instrumenty klawiszowe - Tomasz Bonarowski – produkcja muzyczna, gitara - Robert Cichy – gitara akustyczna, gitara elektryczna - Ania Dąbrowska – gościnnie wokal prowadzący, wokal wspierający |  | - Jakub Galiński – instrumenty klawiszowe - Tomasz Żur – gitara basowa - Łukasz Rutkowski – gitara basowa - Jakub Staruszkiewicz – perkusja - Mariusz Szypura – gitara basowa, gitara, programowanie |